# Геодезичні знаки

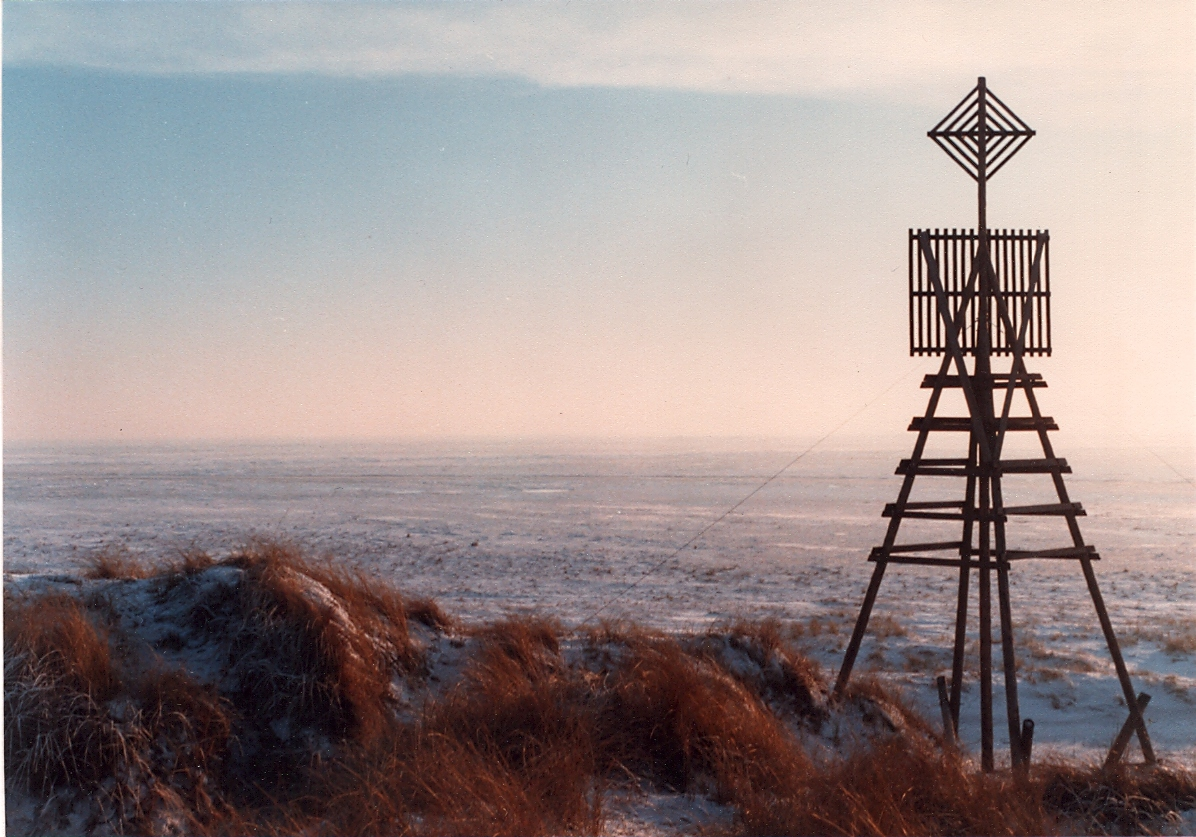
Геодезичний знак на Віллемсдуйн, Схірмонніког, Нідерланди

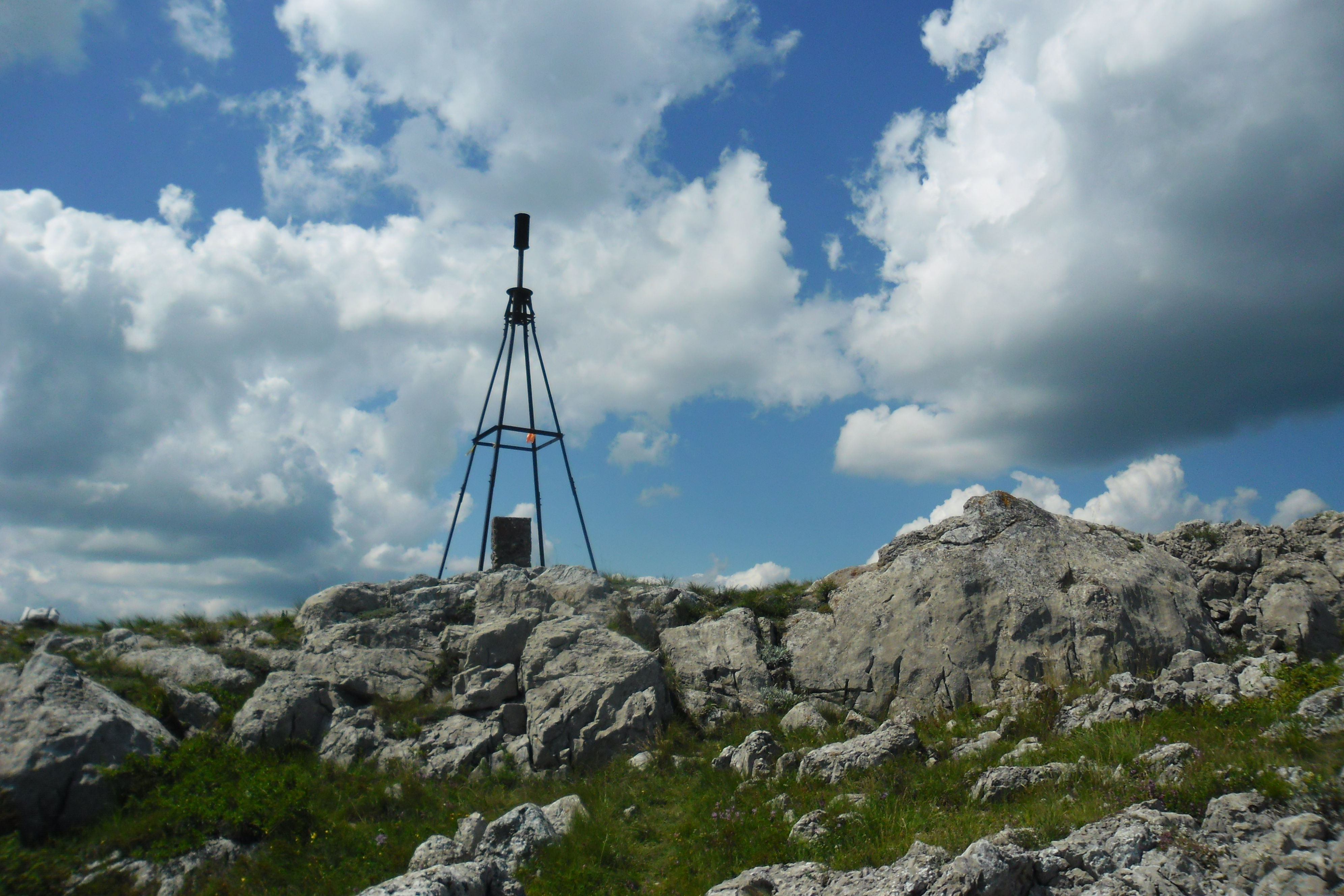
Геодезичний знак на г. Діпліс-Хая, Крим.

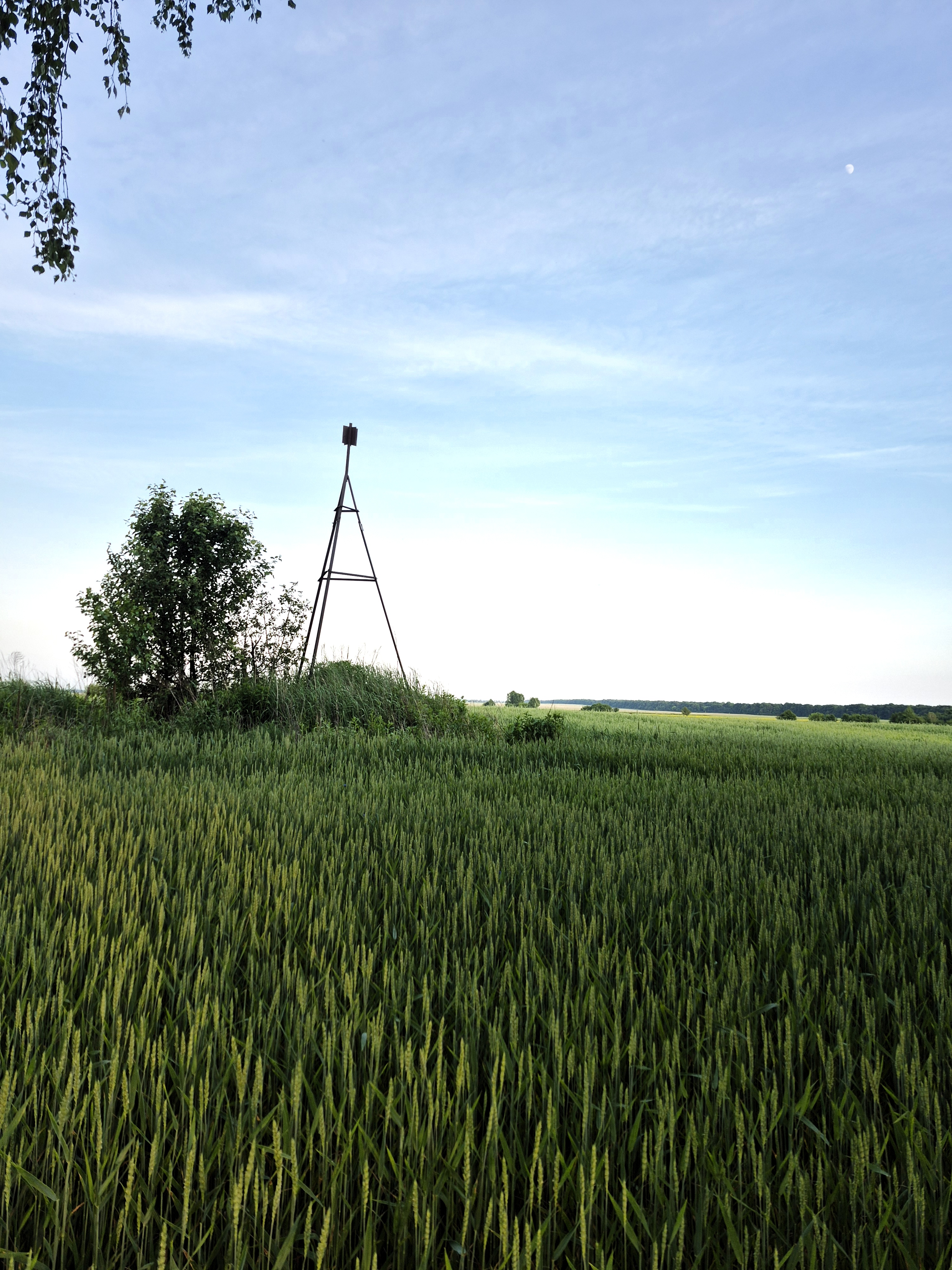
Геодезичний знак збудований у вигляді піраміди біля села Пожарки, Волинська область

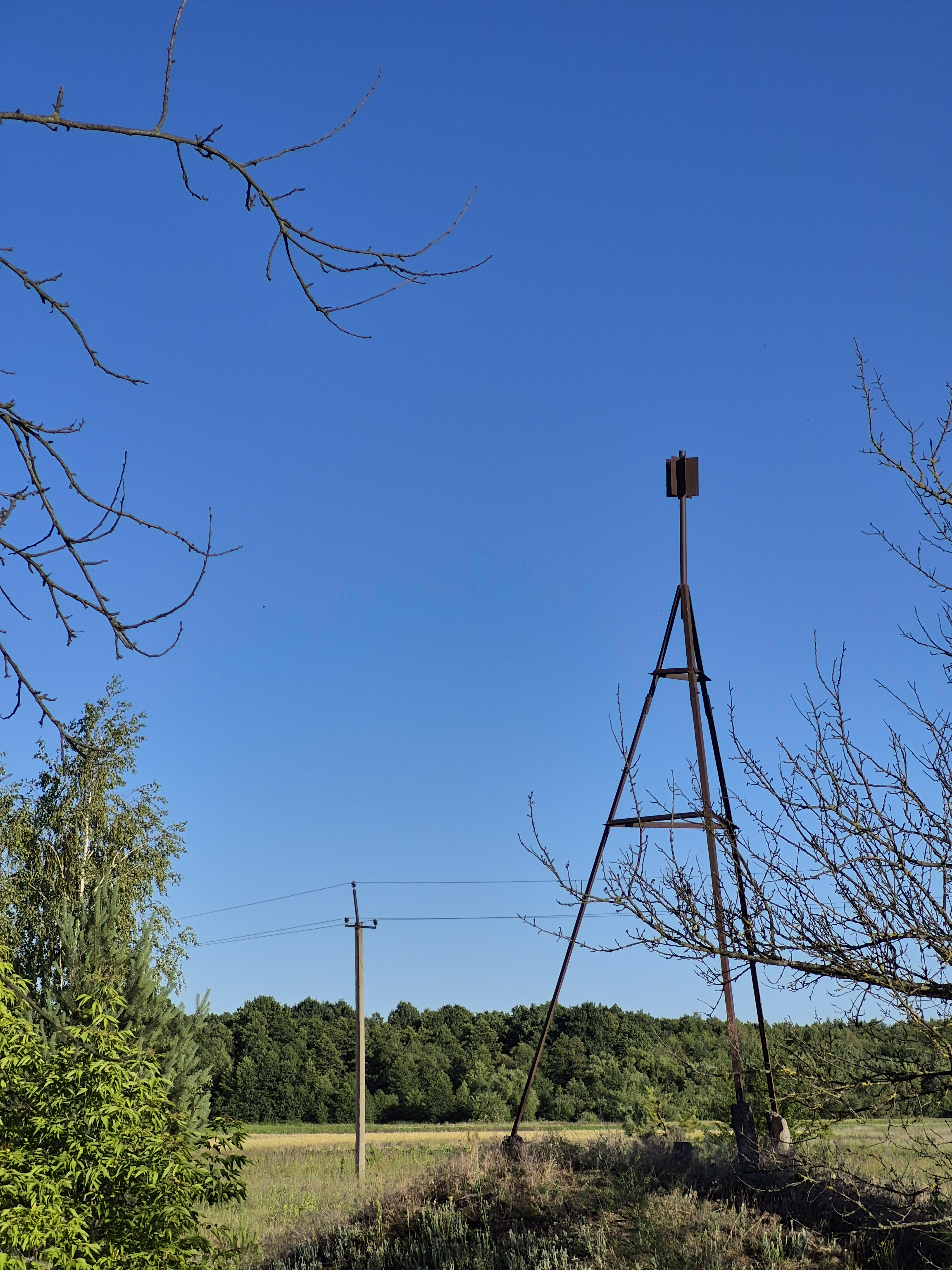
Геодезичний знак збудований у вигляді піраміди в селі Дубище, Волинська область

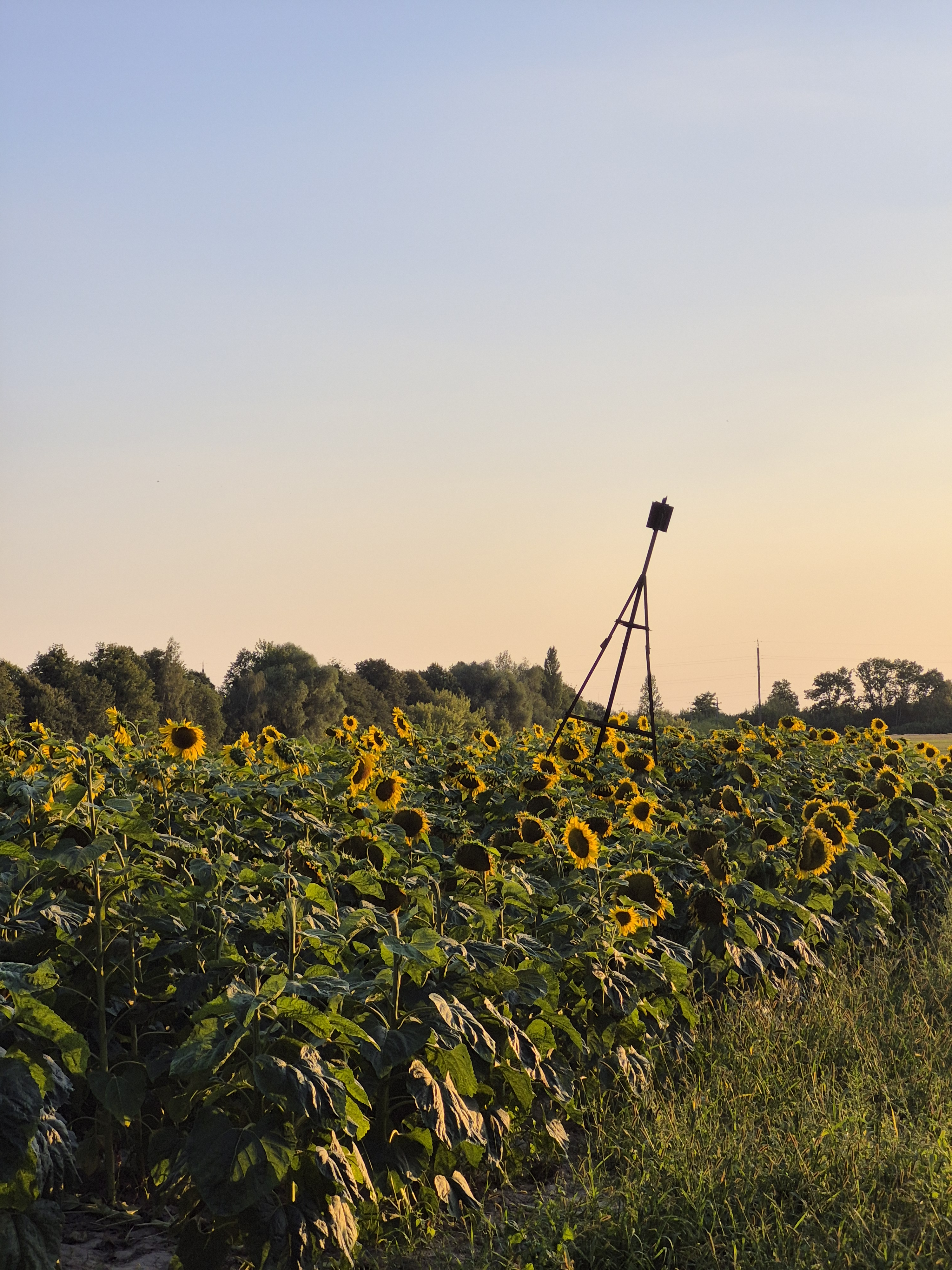
Геодезичний знак збудований у вигляді піраміди поблизу селища Рокині, Волинська область

Геодези́чні зна́ки (рос. геодезические знаки, англ. geodetic marks, geodetic beacons; нім. geodätische Zeichen) — підземні й наземні споруди, що закріплюють на місцевості пункти (державної) геодезичної мережі.

Являють собою споруди або пристрої над центром геодезичного пункту, що позначають положення останнього на місцевості і є об'єктами візування на цей пункт.
У залежності від класу та природних умов закладання геодезичні знаки можуть бути збудовані у вигляді пірамід, простих чи складних сигналів, турів, віх і т. ін.